# Захарова Маргарита Володимирівна
Маргари́та Володимирівна Заха́рова (* 1995) — представниця України зі спортивного скелелазіння. Майстер спорту.

## З життєпису
Народилась 1995 року в місті Харків. Вихованка ДЮСШ «Кіровець». Займається спортивним скелелазінням, володарка Кубка України з боулдерингу. Входить до складу національної збірної України.
Володарка Кубка України зі скелелазіння, переможниця та призерка українських та міжнародних турнірів.
Її мама — Заколодна Ольга Валентинівна; батько — Захаров Володимир Валентинович — теж альпіністи.
2017 року виграла етап Кубка України зі скелелазіння. Випускниця кафедри фізичного виховання Харківського політехнічного інституту.